# كونسيويلو هرنانديز
كونسيويلو هرنانديز (بالإسبانية: Consuelo Hernández)‏ هي كاتِبة وشاعرة كولومبية، ولدت في 1952 في كولومبيا.